# California Games II
California Games II est un jeu vidéo de sport développé et édité par Epyx, sorti en 1990 sur DOS, en 1992 sur Amiga et Atari ST et en 1993 sur Master System et Super Nintendo. Il s'agit de la suite de California Games. Une version sur Atari Lynx a été aussi annoncée et vue dans différents magazines, mais n'est jamais sortie.

## Système de jeu
Les sports représentés sont le deltaplane, la motomarine, le snowboard, le bodysurf et le skateboard.
Le but du jeu est de faire un maximum de points. On obtient des points en effectuant des figures, ou en survivant le plus longtemps possible. Chaque sport contient différentes mécaniques de jeu et différentes règles de physiques.
La version DOS du jeu contient des références comiques à la mort et contient même quelques animations gores. La version SNES qui est sortie en 1992, en conformité avec les règles de censure de Nintendo, a enlevé ces éléments de jeu et a également censuré la couverture du jeu en modifiant les maillots de bains de deux femmes afin de les rendre plus modernes et plus appropriés.

## Accueil
- Aktueller Software Markt : 7/12 (Master System)[1]